# Lars Høgh
Poul Lars Høgh Pedersen (Odense, 14 de janeiro de 1959 – 8 de dezembro de 2021) foi um futebolista profissional dinamarquês que atuou como goleiro.

## Carreira em clubes

### Odense BK
Høgh jogou 817 partidas pelo Odense BK (OB), com o qual conquistou três campeonatos nacionais em 1977, 1982 e 1989.

## Carreira na Seleção
Lars Høgh fez parte do elenco da Seleção Dinamarquesa de Futebol que disputou a Copa do Mundo de 1986, realizada no México. Foi reserva de Troels Rasmussen nos jogos contra Escócia e Uruguai, porém uma lesão tirou o camisa 1 do restante da competição, abrindo espaço para Høgh a partir do jogo contra a Alemanha Ocidental.
Contra a Espanha, embora a Dinamarca abrisse o placar com Jesper Olsen, Høgh não conseguiu evitar a goleada por 5 a 1, com grande atuação de Emilio Butragueño. O resultado foi um golpe para o goleiro, que só jogaria mais uma vez como titular em 1987.
Com a ascensão de Peter Schmeichel, perdeu espaço na seleção, não sendo convocado até 1995, quando disputou seu oitavo e último jogo internacional na Copa Rei Fahd, onde a Dinamarca foi campeã. Aos 37 anos, chegou a ser convocado para a Eurocopa de 1996, porém não entrou em campo.
Apesar de compartilharem o mesmo sobrenome, Lars e o zagueiro Jes Høgh, que também participou da Eurocopa de 1996, não possuem nenhum grau de parentesco.

## Morte
Høgh morreu em 8 de dezembro de 2021, aos 62 anos de idade.

## Títulos
Dinamarca
- Copa Rei Fahd de 1995